# Naj bogovi slišijo
»Naj bogovi slišijo« je evrovizijska skladba Vilija Resnika iz  leta 1998. Avtor glasbe je Matjaž Vlašič, besedilo pa je napisala Urša Vlašič.

## EMA 1998
28. februarja 1998 je potekala 5. izvedba EME v studiu 1 RTV Slovenija. Glasovali so po televotingu. Skladba je z 7391 glasovi zmagala pred skladbo »Pusti času čas« in se uvrstil na Pesem Evrovizije 1998.

## Evrovizija 1998
9. maja 1998 je Resnik nastopil na evroviziji v Birminghamu, dirigent je bil Mojmir Sepe. Skladba je med 25 državami zasedla končno 18. mesto z skupno 17 osvojenimi točkami.

## Snemanje
Producent je bil Sašo Fajon, snemanje pa je potekalo v Studiu Metro. Skladba je izšla na dveh single ploščah in na Resnikovem tretjem solo studijskem albumu Zadnji žigolo na zgoščenki.

## Zasedba

### Produkcija
- Matjaž Vlašič – glasba, aranžma
- Urša Vlašič – besedilo
- Sašo Fajon – tonski snemalec, producent

### Studijska izvedba
- Vili Resnik – solo vokal
- Sandra Zupanc »Sendi« – spremljevalni vokal
- Karmen Stavec – spremljevalni vokal
- Urša Vlašič – klavir
- Mojmir Sepe – dirigent
- Jani Hace – akustična bas kitara
- Bor Zuljan – akustična kitara
- Boštjan Grabnar
- Matjaž Vlašič

## Single plošča
Zgoščenka
1. »Will the Gods Set me Free« (angleška verzija) – 3:00
2. »Naj bogovi slišijo« (slovenska verzija) – 3:00
3. »Ohne sie« (nemška verzija) – 3:00